# Őrlési forgalom
Az őrlési forgalom az Osztrák–Magyar Monarchiában 1885-ben bevezetett egyfajta vámvisszatérítés volt.
Az őrlési forgalom a magyarországi malmok számára vámmentes gabonabehozatalt tett lehetővé, amennyiben a behozott gabonából kiőrölt lisztet az osztrák–magyar vámhatáron túlra, azaz vámkülföldre szállították. Az intézmény jogi alapja az 1882:XVI. tc. X. cikkének 2. pontja volt, miszerint „A behozatali vámdíj alól mentesek továbbá: […] 2. Oly áruk és tárgyak, melyek kikészítés, kijavítás vagy feldolgozás végett hozatnak be a vámterületre, oly feltétel alatt, hogy a kikészített, kijavított vagy megmunkált áruk és tárgyak isméti kivitele a pénzügyi hatóság által előre meghatározott idő alatt történjék, és hogy a behozott és ismét kivitt áruk azonossága biztosítható legyen.”
Ez az intézkedés egyrészt versenyhelyzetet teremtett a magyar mezőgazdasági termelők számára, másrészt hozzájárult a gabonaárak további leszorításához. Ugyanakkor azonban jelentősen növelte a magyar malmok nemzetközi versenyképességét. Az őrlési forgalom az úgynevezett agráriusok állandó támadásának volt kitéve, ezért 1896-ban először korlátozták, majd 1900-ban el is törölték. A támadások szerint például a malmok a törvényhelyet szabadosan értelmezték – a behozott és kivitt áruk azonossága eleve nem volt biztosítható.